# Schwarzer Totengräber

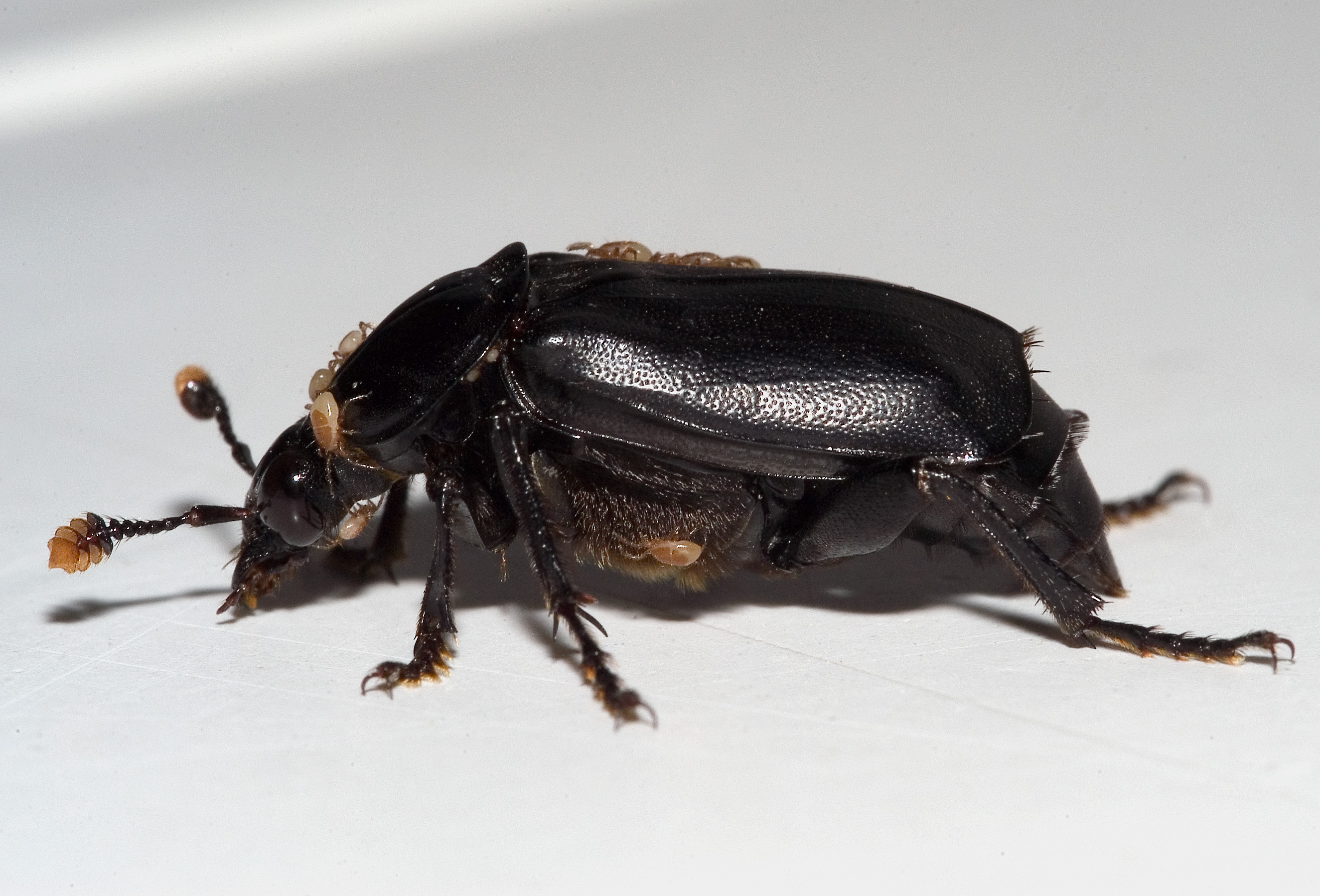
Seitenansicht; die Epipleuren sind schwarz

Der Schwarze Totengräber (Nicrophorus humator) ist eine Art der Totengräber (Nicrophorus) aus der Familie der Aaskäfer (Silphidae).

## Merkmale
Die Käfer werden 18 bis 26 Millimeter lang. Ihr Körper, insbesondere die Deckflügel (Elytren) und der Halsschild, ist im Regelfall schwarz gefärbt; sehr selten haben die Tiere blutrote Flecken auf den Deckflügeln und der Stirn. Die Deckflügel sind etwas kürzer als der Hinterleib, lassen also den hintersten Teil von ihm frei. Die Fühlerkeulen sind rotorange, sehr selten sind sie auch schwarz gefärbt. Anders als bei der sehr ähnlichen Art Nicrophorus germanicus sind beim Schwarzen Totengräber die Epipleuren nicht rot, sondern schwarz, auch hat die ähnliche Art komplett schwarze Fühler.

### Ähnliche Arten
- Nicrophorus germanicus

## Vorkommen
Die Tiere kommen in der gesamten Paläarktis nördlich bis in den Norden Dänemarks und den Süden Skandinaviens vor. 

## Lebensweise
Wie alle Totengräber lebt auch diese Art von Aas und nutzt Kadaver, die von ihm vergraben werden, als Eiablageplatz. Manchmal findet man die Tiere auch an Pilzen.